# Tero Turkki
Tero Turkki (* 1978; † 22. April 2015) war ein finnischer Skispringer.

## Werdegang
Turkki sprang ab 1993 im Continental Cup (COC). In seiner ersten Saison erreichte er 18 Punkte und stand damit am Ende der Saison 1993/94 auf dem 127. Platz in der Continental-Cup-Gesamtwertung. Die folgende Saison 1994/95 verlief für ihn sehr erfolgreich, so dass er am 1. Januar 1995 erstmals für ein Springen im Skisprung-Weltcup nominiert wurde. In seinem ersten Springen in Garmisch-Partenkirchen erreichte er überraschend den 13. Platz. Diesen Erfolg konnte er jedoch nicht mehr wiederholen und verpasste in den folgenden Weltcup-Springen meist die Punkteränge nur knapp. Nur einmal konnte er noch knapp innerhalb der Weltcup-Punkte landen und gewann in Lahti zwei Weltcup-Punkte. Er beendete die Weltcup-Saison 1994/95 mit 23 Punkten auf Platz 70 der Gesamtwertung. Im Continental Cup belegte er am Ende mit 573 Punkten den 6. Platz in der Gesamtwertung und wurde 1995 auch Finnischer Meister. An die Erfolge der Saison 1994/95 konnte er jedoch weder im Weltcup noch im Continental Cup anknüpfen. 1999 beendete er seine aktive Skisprungkarriere und arbeitete danach wie auch sein Vater in der Glasindustrie.
Seine Schwester Tiia war ebenfalls Skispringerin.

## Erfolge

### Weltcup-Platzierungen
| Saison  | Platz | Punkte |
| ------- | ----- | ------ |
| 1994/95 | 70.   | 023    |

### Vierschanzentournee-Platzierungen
| Saison  | Platz | Punkte |
| ------- | ----- | ------ |
| 1994/95 | 42.   | 281    |

### Grand-Prix-Platzierungen
| Saison | Platz | Punkte |
| ------ | ----- | ------ |
| 1995   | 48.   | 280    |